# 烏魯赫河

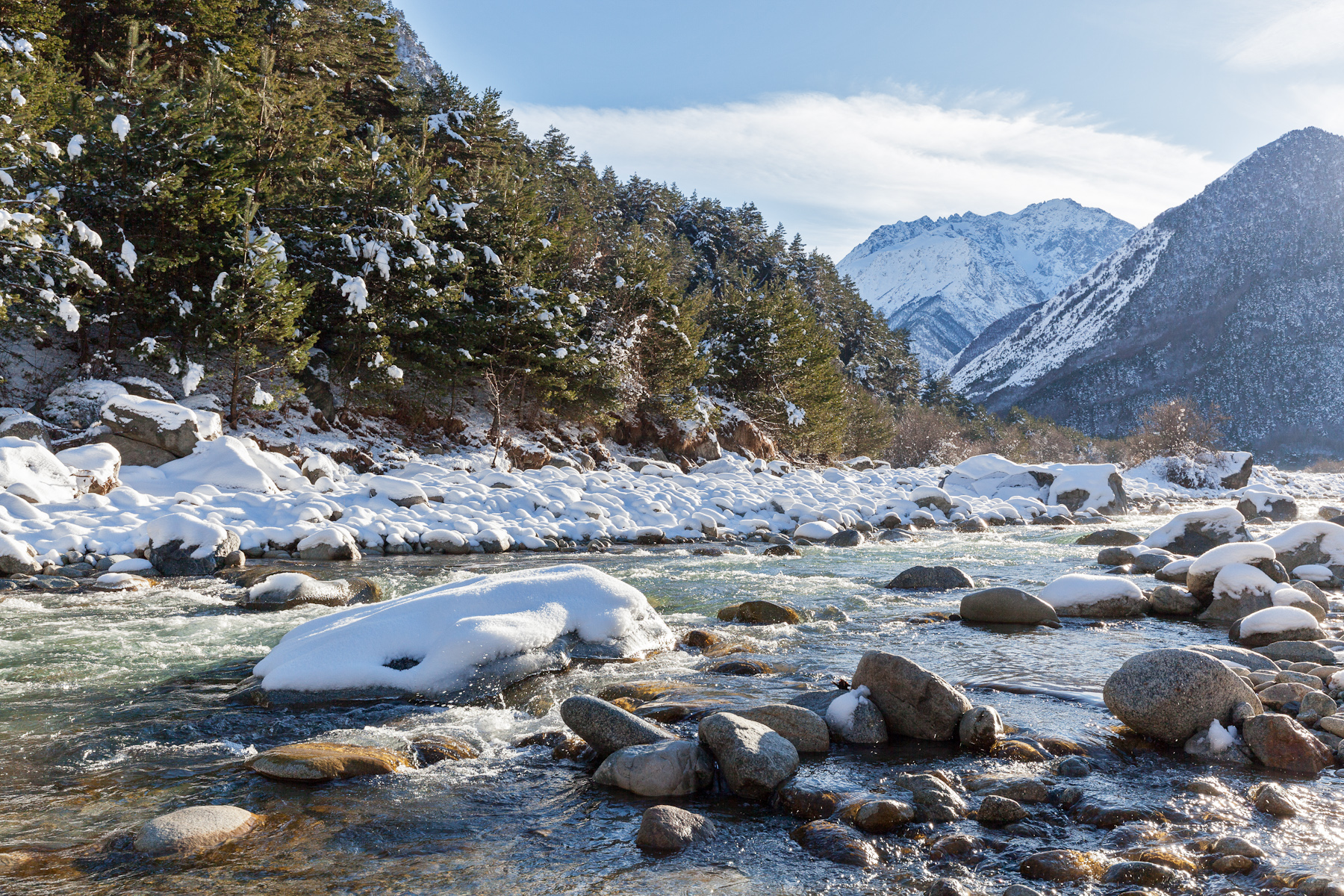
阿拉尼亚国家公园中的乌鲁赫河

烏魯赫河是俄羅斯的河流，位於北奧塞梯-阿蘭共和國和卡巴爾達-巴爾卡爾共和國內，屬於捷列克河的左支流，發源自大高加索的冰川，河道全長104公里，流域面積1,280平方公里，在每年12月開始結冰，直至翌年3月。